# Amberley (Ohio)
Pour les articles homonymes, voir Amberley.
Amberley est un village américain situé dans le comté de Hamilton, dans l'Ohio. Selon le recensement de 2010, sa population est de 3 585 habitants.